# Nelly Sachs
Nelly Sachs (pronúncia em alemão: [ˈnɛliː zaks] (escutarⓘ)(Berlim, 10 de dezembro de 1891 — Estocolmo, 12 de maio de 1970) foi uma escritora, poetisa e dramaturga judia alemã cujas experiências resultantes da ascensão do nazismo na Segunda Guerra Mundial na Europa transformaram-na em porta-voz pungente para a tristeza e anseios de seus companheiros judeus. Suas obras mais conhecidas são, a coletânea de poemas "In den Wohnungen des Todes" [Nas Moradas da Morte] (1947) e a peça teatral "Eli: Ein Mysterienspiel vom Leiden Israels" [Eli: Uma peça misteriosa sobre o sofrimento de Israel] (1951); outros obras poéticas de destaque são: "Sternverdunkelung" [Eclipse das Estrelas] (1949), "Flucht und Verwandlung" [Fuga e Transfiguração] (1959), "Zeichen im Sand" [Sinais na Areia] (1962).
Recebeu o Nobel de Literatura de 1966, "pela sua notável escrita lírica e dramática, que interpreta o destino de Israel com força pungente". O Prêmio foi dividido com Shmuel Yosef Agnon. 
A cidade de Dortmund concede desde 1961 o Prêmio Nelly Sachs.

## Biografia

### Infância e Juventude
Leonie Sachs, mais conhecida pelo apelido Nelly, nasceu em Schöneberg, Berlim, no dia 10 de Dezembro de 1981, em uma família judia de classe média alta. Ela era filha única do inventor e industrial William Sachs e de Margareta (Karger) Sachs, um casal pertencente à comunidade judaica de Berlim, embora fossem religiosamente liberais, não celebrando nenhum dos feriados judaicos sagrados. Por causa de sua sáude frágil, ela recebeu educação em casa e desde cedo mostrou os primeiros sinais de talento como dançarina, mas seus pais, protetores, não a encorajaram a seguir uma profissão artística. Ela cresceu como uma jovem muito protegida e introvertida e nunca se casou.

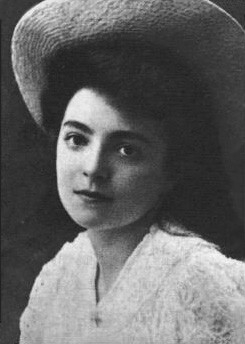
Nelly Sachs em 1910

Aos 15 anos, após ler A saga de Gösta Berling, de Selma Lagerlöf (Prêmio Nobel de Literatura de 1909) , iniciou uma correspondência com a famosa escritora sueca. Seu contato com Lagerlöf duraria cerca de 35 anos. 

### Primeiros escritos
Sachs começou a escrever versos ainda jovem e, eventualmente, seu trabalho atraiu a atenção do escritor austríaco Stefan Zweig, que providenciou a publicação de um de seus poemas. Sachs tinha lido amplamente escritores românticos alemães – Goethe e Friedrich Schiller – e esses primeiros poemas, ligeiramente melancólicos, refletiam a influência da tradição neo-romântica. No entanto, mais tarde, Sachs excluiu essas produções juvenis de suas obras coletadas. Seu primeiro livro foi "Legenden und Erzählungen" (Lendas e Contos) (1921), uma coleção de histórias inspiradas nas figuras ligadas ao cristianismo como Jesus e São Francisco. A maior parte de seu trabalho escrito antes do exílio, foi perdido ou destruído pela própria escritora.

### Vida durante o holocausto
Depois que seu pai morreu de câncer em 1930, Sachs e a mãe passaram a viver sozinhas, embora em condições confortáveis num bairro tranquilo de Berlim. Mas quando os nazistas tomaram o poder em 1933, a vida das duas, mãe e filha, mudou drasticamente, tornando-se, ambas, mulheres reclusas.
Em 1939, Sachs e sua mãe foram obrigadas a adotar o nome de Sarah, como todas as mulheres judias deveriam fazer à época. Em 1940, depois de saber que seria destinada a um campo de trabalhos forçados, Nelly escreve para Selma Lagerlöf por intermédio de uma amiga, pedindo à lendária escritora que conseguisse abrigo para ela e para a mãe na Suécia.  Selma intercedeu junto à família real sueca em seu favor, conseguindo um salvo conduto para que as duas mulheres abandonassem a Alemanha nazista. Sachs tinha apenas uma mala pequena e dez marcos alemães no bolso, quando embarcou rumo à terra de Lagerlöf. O salvo conduto chegou ao mesmo tempo que a ordem de deportação para o campo de concentração. À essa altura, infelizmente, Lagerlöf falecia na Suécia, vitimada por um AVC e ficando sem saber do resultado de sua intervenção. Nelly expressaria sua eterna gratidão a Selma e a coroa Suéca em seu breve discurso no Banquete do Prêmio Nobel.  
Nelly Sachs conseguiu salvar-se do extermínio nazista mas, como tantas outras vítimas, viveu traumatizada pelo horror da guerra, deixando de escrever por um bom tempo. A poesia romântica que cultivava abriu lugar para uma poesia que se servia do Shoah, e de toda a tragédia advinda dele, especialmente a que se abaterra sobre o povo judeu. Os demais integrantes conhecidos de sua família, parentes mais próximos ou mesmo afastados, assim como um suposto pretendente, foram todos eliminados nos campos de extermínio. No estrangeiro, acompanha o genocídio
de seu povo e aprofunda o contato com os livros sagrados de sua religião, cujas imagens se fazem cada vez mais presentes em seus escritos. 
Na Suécia, ela passou a morar com a mãe em um apartamento de um cômodo só, e aprendeu a língua da Suécia, passando a traduzir poesia alemã para o sueco.

### Carreira literária
A carreira de Nelly Sachs como poetisa notável começou somente após sua emigração, quando ela tinha quase cinquenta anos de idade. O seu primeiro volume de poesia, In den Wohnungen des Todes (Nas Moradas da Morte) de 1947, fora composto de quatro ciclos de poemas: “Teu
corpo em fumaça pelo ar”, “Orações para o noivo morto”, “Epitáfios escritos no ar” e “Coros depois da meia-noite”.  Nesta obra, assim como nas posteriores, Nelly Sachs cria uma moldura cósmica para o sofrimento do seu tempo, particularmente o dos judeus. Embora seus poemas sejam escritos num estilo intensamente moderno, com abundância de metáforas lúcidas, eles também entoam a linguagem profética do Antigo Testamento. 
Seu segundo volume de poesias, Sternverdunklung (O Eclipse das Estrelas) de 1949, teve ótima recepção, porém não obteve boa vendagem e a editora Bermann-Fischer, destruiu a maior parte dos exemplares. 
Em 1951 lança a peça teatral em verso "Eli, ein Mysterienspiel vom Leiden Israels" ("Eli: Uma peça misteriosa sobre o sofrimento de Israel"), na qual retratava a tragédia de um menino polonês de 8 anos, sua morte e a busca por seu assassino. A crítica 
literária alemã recebeu a peça com aclamação e bastante alarido, chamando a escritora de “última grande poetisa que escreve em alemão”. "Eli.." foi montada em Frankfurt e, posteriormente, apresentada como peça de rádio e ópera. Nos anos seguintes, Nelly Sachs receberia, sucessivamente, vários prêmios literários, entre os quais o Prêmio Droste-Hülshoff e o Prêmio da Paz dos Editores Alemães, em 1965. 
Em 1959, Flucht und Verwandlung ("Fuga e Transfiguração") estabeleceu Sachs como uma das mais notávéis escritoras da literatura alemã. Nele, Sachs desenvolveu suas visões de metamorfose e exílio dos seres humanos na terra. 

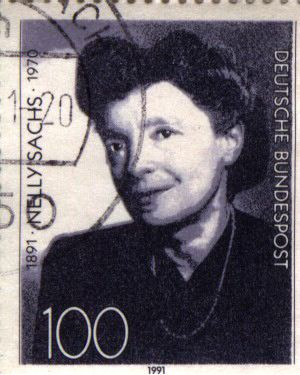
Nelly Sachs em selo postal alemão de 1991, ano de seu centenário.

## Prêmio Nobel de Literatura
Nelly Sachs foi prêmiada com o Prêmio Nobel de Literatura em 1966, juntamente com Shmuel Agnon. A Academia Sueca lhe concedeu a distinção "pela sua notável escrita lírica e dramática, que interpreta o destino de Israel com força pungente".
Quando, com Shmuel Yosef Agnon, foi a Estocolmo receber o Prêmio Nobel, ela observou que Agnon representava Israel, enquanto "eu represento a tragédia do povo judeu".
No banquete anual que se segue à entrega do prêmio, o rei Gustavo VI Adolfo da Suécia, ele próprio, trouxe à mesa Nelly 
Sachs, trajada em um vestido de veludo azul escuro, e lhe 
ofereceu o lugar de honra à sua direita. 
Depois de receber o Prêmio Nobel, Sachs continuou a viver modestamente em sua pequena residência na comunidade judaica de Estocolmo. Ela escrevia com uma antiquada máquina de escrever Mercedes Prima colocada sobre uma mesinha e sentada na beira da cama. 

## Morte da mãe e problemas de saúde
A mãe de Sachs morreu em fevereiro de 1950. Sua perda levou a escritora a uma grave crise psicológica, da qual ela encontrou uma fuga no misticismo judaico.
No início da década de 1960, Sachs passou um período em um hospital psiquiátrico. Ela pesava apenas 36 quilos. No Hospital Psiquiátrico Beckomberga, ela recebeu terapia de choque, tendo passado por cerca de 15 sessões elétricas. 

## Vida Pessoal
Ao longo de sua vida, Sachs sofreu de vários problemas de saúde, físicos e mentais. Ela nunca se casou; seu único caso romântico significativo, foi com um homem não-judeu, o qual terminou em decepção já que seu pai, supostamente, não o aprovava. Após a morte do pai, entretanto, ela encontrou-o novamente e, aparentemente, eles continuaram com o relacionamento. Segundo algumas fontes, ele morreu em um campo de concentração. Sachs dedicou-lhe a secção Orações para um Noivo Morto do seu primeiro livro pós-exílio. Também em Fahrt ins Staublose ("Viagem para o país sem poeira") de 1961, refletiu seu amor precoce. Sachs sempre foi reservada quanto a sua vida privada. 

## Morte
Nelly Sachs morreu de câncer em 12 de maio de 1970, apenas algumas semanas após o suicídio do amigo Paul Celan, com quem, por muitos anos, manteve correspondência. Foi sepultada no Norra begravningsplatsen .

## Obras

### Poesia

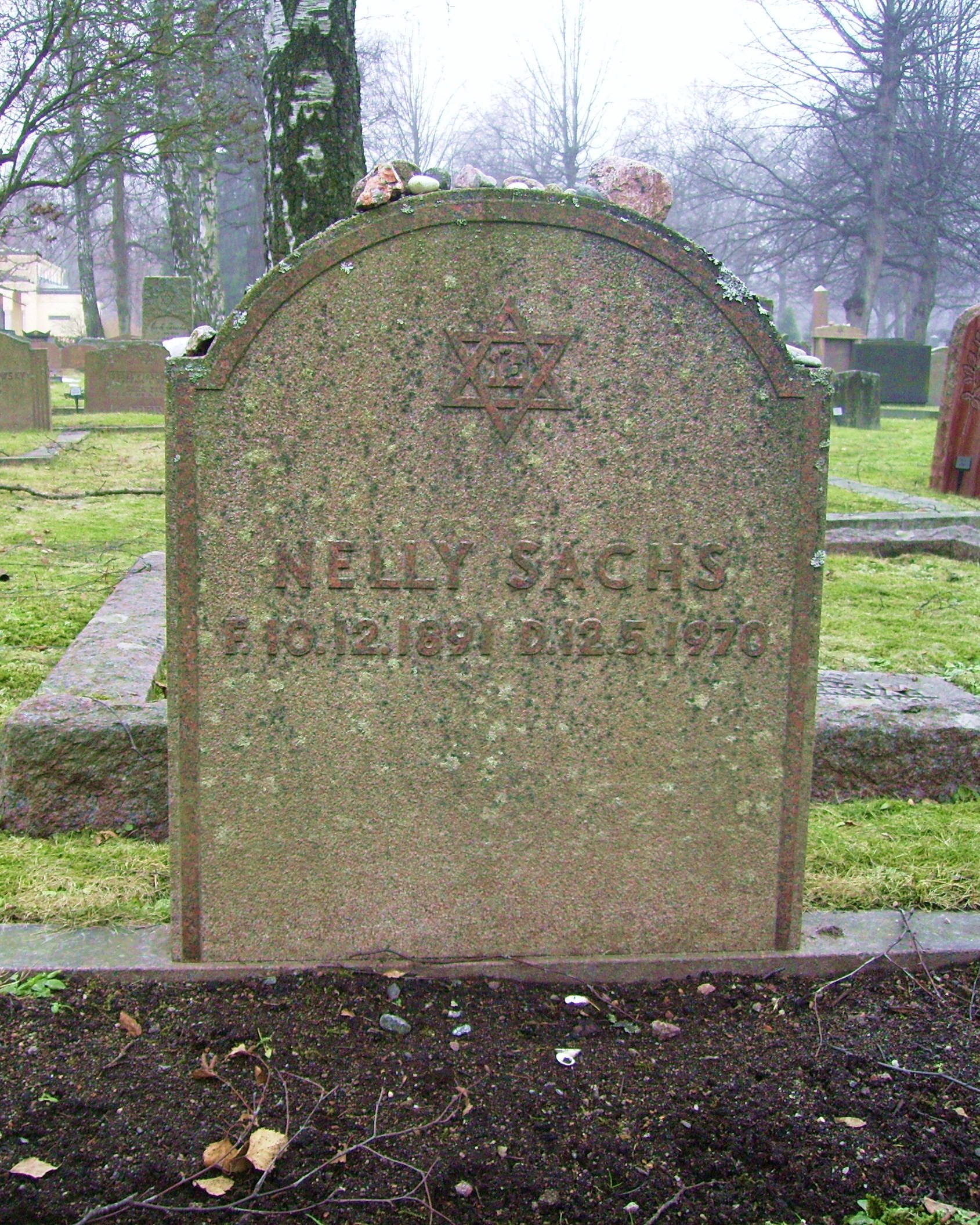
Sepultura de Nelly Sachs em Estocolmo

- 1947 - In den Wohnungen des Todes [Nas Moradas da Morte];
- 1949 - Sternverdunkelung [Eclipse das Estrelas];
- 1957 - Und niemand weiss weiter [Ninguém Sabe Mais Além];
- 1959 - Flucht und Verwandlung [Fuga e Transfiguração];
- 1961 - Fahrt ins Staublose [Viagem para o País Sem Poeira];
- 1962 - Zeichen im Sand [Sinais na Areia];
- 1964 - Glühende Rãtsel [Enigmas em Brasa].

### Contos
- Legenden und Erzählungen [Lendas e Contos], 1921.

### Peças Teatrais
- 1943-1951 - Eli: Ein Mysterienspiel vom Leiden Israels [Eli: Uma peça misteriosa sobre o sofrimento de Israel];
- 1944-1962 - Abraham im Salz [Abrahão em sal].

### Cartas
- 1984 - Briefe der Nelly Sachs [Cartas de Nelly Sachs] ed. Ruth Dinesen and Helmut Müssener, 1984.
- 1995 - Paul Celan, Nelly Sachs: Correspondence [Paul Celan, Nelly Sachs: Correspondência] ed. Barbara Wiedemann.

## Nelly Sachs em Português
Em português, Nelly Sachs conta com significativo número de poemas traduzidos
por Paulo Quintella e publicados sob o título de Poemas de Nelly Sachs em 1967 e reeditado pela editora Opera Mundi para a Coleção Biblioteca dos Prêmios Nobel de Literatura em 1973.